# شاکتولیک (آلاسکا)
شاکتولیک (به انگلیسی: Shaktoolik) شهری در ناحیه سرشماری نوم ایالت آلاسکا است که جمعیت آن در سرشماری سال ۲۰۰۰ میلادی ۲۳۰ نفر بوده‌است.